# Meropidia
Meropidia là một chi ruồi trong họ Syrphidae.